# Lower Niumi
Il distretto di Lower Niumi è un distretto del Gambia nella Divisione del North Bank con 44.491 abitanti al censimento del 2003.

## Società

### Evoluzione demografica
In base ai dati del censimento 1993 la popolazione del distretto era così suddivisa dal punto di vista etnico:
| Etnia       | Abitanti | %     |
| ----------- | -------- | ----- |
| Mandingo    | 7.338    | 24,91 |
| Fulani      | 4.553    | 15,45 |
| Wolof       | 9.038    | 30,67 |
| Jola        | 337      | 1,14  |
| Serahule    | 247      | 0,83  |
| Altre etnie | 7.950    | 26,98 |